# St. Thomas (Hörnum)

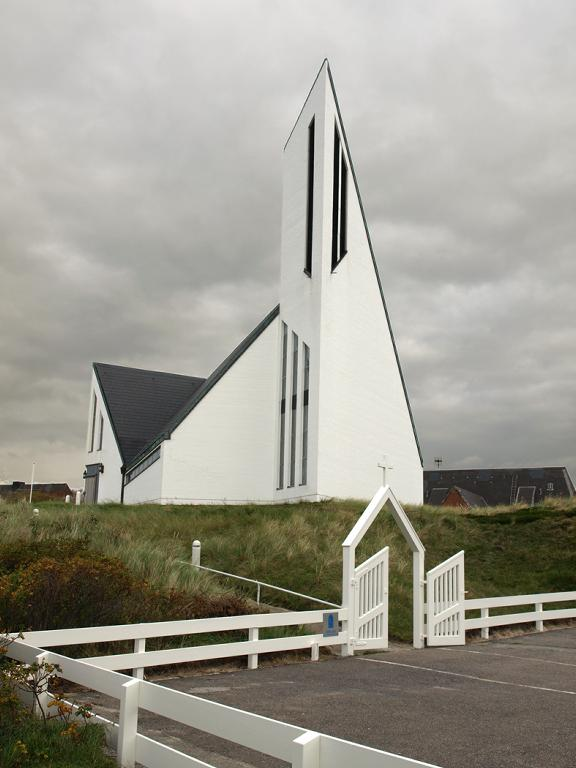
St. Thomas von Süden gesehen (2008)

Die Kirche St. Thomas ist eine evangelisch-lutherische Kirche in Hörnum auf Sylt. Sie wurde 1969–1970 nach dem Entwurf des Niebüller Architekten Martin Bernhard Christiansen errichtet. Als Standort wurde eine Düne am Oberen Dünenweg gewählt, neben dem schon dort befindlichen Pastorat. Vorher existierte eine provisorische Barackenkirche außerhalb des Ortes. Dort ist heute die Schutzstation Wattenmeer untergebracht. St. Thomas steht seit 1997 unter Denkmalschutz. Sie ist damit die jüngste unter Denkmalschutz stehende Kirche in Schleswig-Holstein (Stand 2008).

## Architektur
Die eigenwillige Form des Baukörpers erinnert an ein Segelboot. Als Baumaterial wurde weiß geschlämmter Kalksandstein verwendet. Der turmartige, spitz aufragende Chor wirkt daher wie ein großes, weißes Segel. Darin befindet sich im oberen Teil die Glocke hinter langen schlanken Schallöffnungen.
Im nördlichen Bereich zeigt der kubistisch anmutende Bau drei gekielte Dreiecksgiebel, die im rechten Winkel zueinander stehen, also in die verschiedenen Himmelsrichtungen zeigen. Der Eingang liegt im Westgiebel. Es gibt keine rechtwinklig zueinander stehenden Wandflächen, stattdessen Dreiecksformen und unregelmäßige Vierecke und Polygone. Die Schrägungen des Baus werden durch schräg verlaufende Fensterränder noch betont.
Die Bauformen wirken zunächst unregelmäßig, der Grundriss ist aber fast symmetrisch. Nur im Bereich des turmartigen Chores weicht er von der Symmetrie ab.

## Inneres

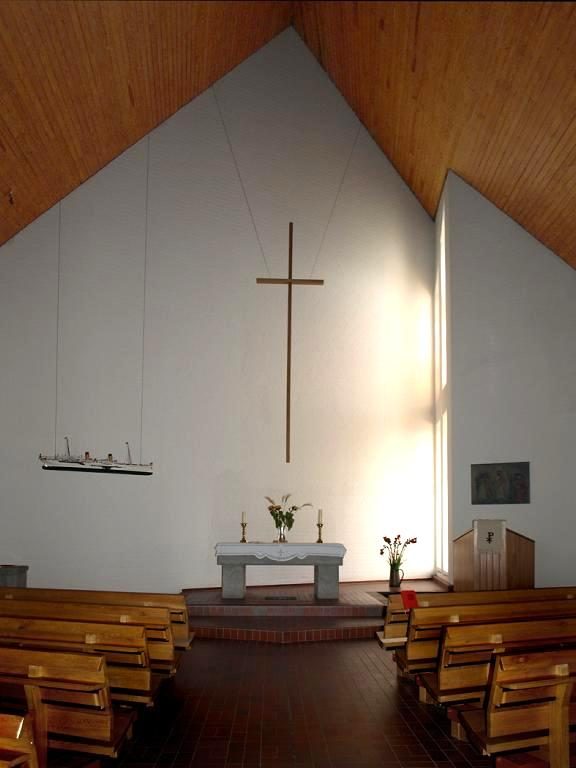
Der Innenraum

Das breite Kirchenschiff ist zum Altarraum hin ausgerichtet, der durch zwei hohe schlanke Fensterreihen seitlich beleuchtet wird. Die Holzdecke läuft spitz zu, folgt also der Dachform.
Der schlichte, massive Altarblock wird von der Taufe und der fast ebenerdigen Kanzel eingerahmt. Ein hohes, einfaches Holzkreuz ist über dem Altar aufgehängt.

### Fenster
Wolf-Dieter Kohler schuf die  farbigen Fenster: Das hohe Chorfenster zeigt abstrakte Formen, die seitlichen schmalen schrägen Fensterfriese erzählen die Passionsgeschichte. Ein weiteres Fenster über dem Eingang stellt die Sturmstillung dar, eines der Rettungswunder Jesu. (Mk 4,35-41 )

### Orgel

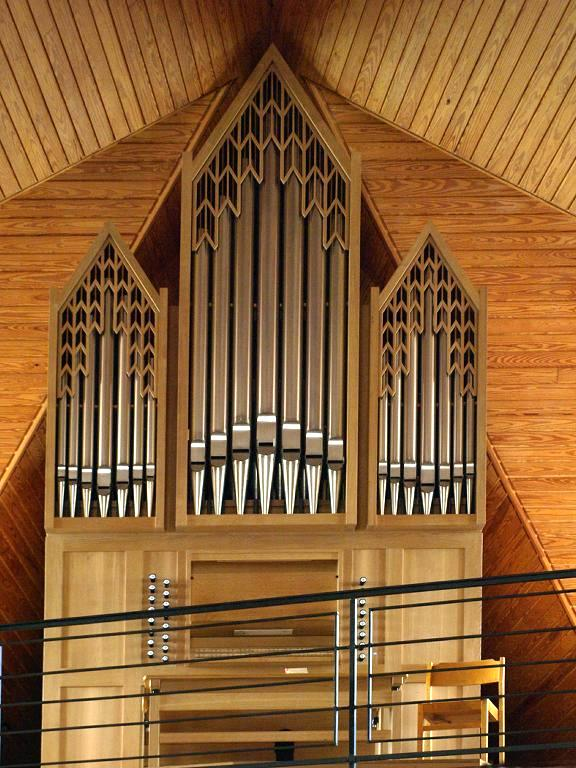
Hillebrand-Orgel

Die Orgel stammt aus dem Jahr 1993 und wurde von der Orgelbauwerkstatt Gebr. Hillebrand errichtet. Die Klangstilistik der Orgel orientiert sich vor allem an der norddeutschen Orgelbautradition. Das Schleifladen-Instrument hat Register auf zwei Manualwerken und Pedal. Die Spiel- und Registertrakturen sind mechanisch. Das dreitürmige Gehäuse besteht aus heller Eiche.
| I Hauptwerk C–g3 |    |
| Prinzipal        | 8′ |
| Rohrflöte        | 8′ |
| Oktave           | 4′ |
| Spitzflöte       | 4′ |
| Nasat            | 3′ |
| Oktave           | 2′ |
| Mixtur III-IV    |    |
| Trompete         | 8′ |

| II Schwellwerk C–g3 |    |
| Gedackt             | 8′ |
| Prinzipal           | 4′ |
| Flöte               | 4′ |
| Waldflöte           | 2′ |
| Sesquialtera II     |    |
| Scharff III         |    |
| Dulzian             | 8′ |
| Tremulant           |    |

| Pedalwerk C–f1 |     |
| Subbass        | 16′ |
| Prinzipal      | 8′  |
| Oktave         | 4′  |
| Trompete       | 8′  |
| Posaune        | 16′ |

- Koppeln: II/I, I/P, II/P

### Votivschiff

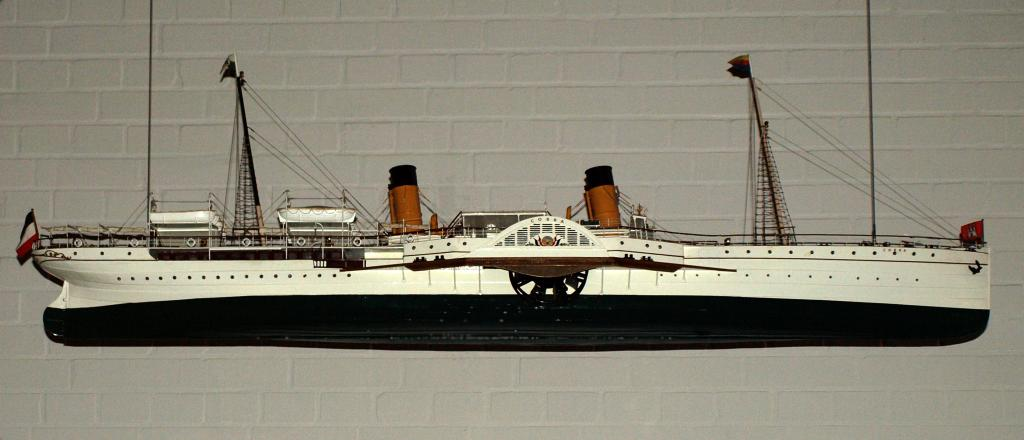
Das Votivschiff, Modell der „Cobra“

Der Hamburger Kapitän Uwe Hoffmann schenkte der Kirche das links vom Altar aufgehängte Schiffsmodell. Es handelt sich um das nach Originalplänen gebaute Modell des Raddampfers „Cobra“. Die Cobra eröffnete 1901 die neue  Seebäderpassage von Hamburg über Helgoland zur Sylter Südspitze.